# Proviantbachquartier

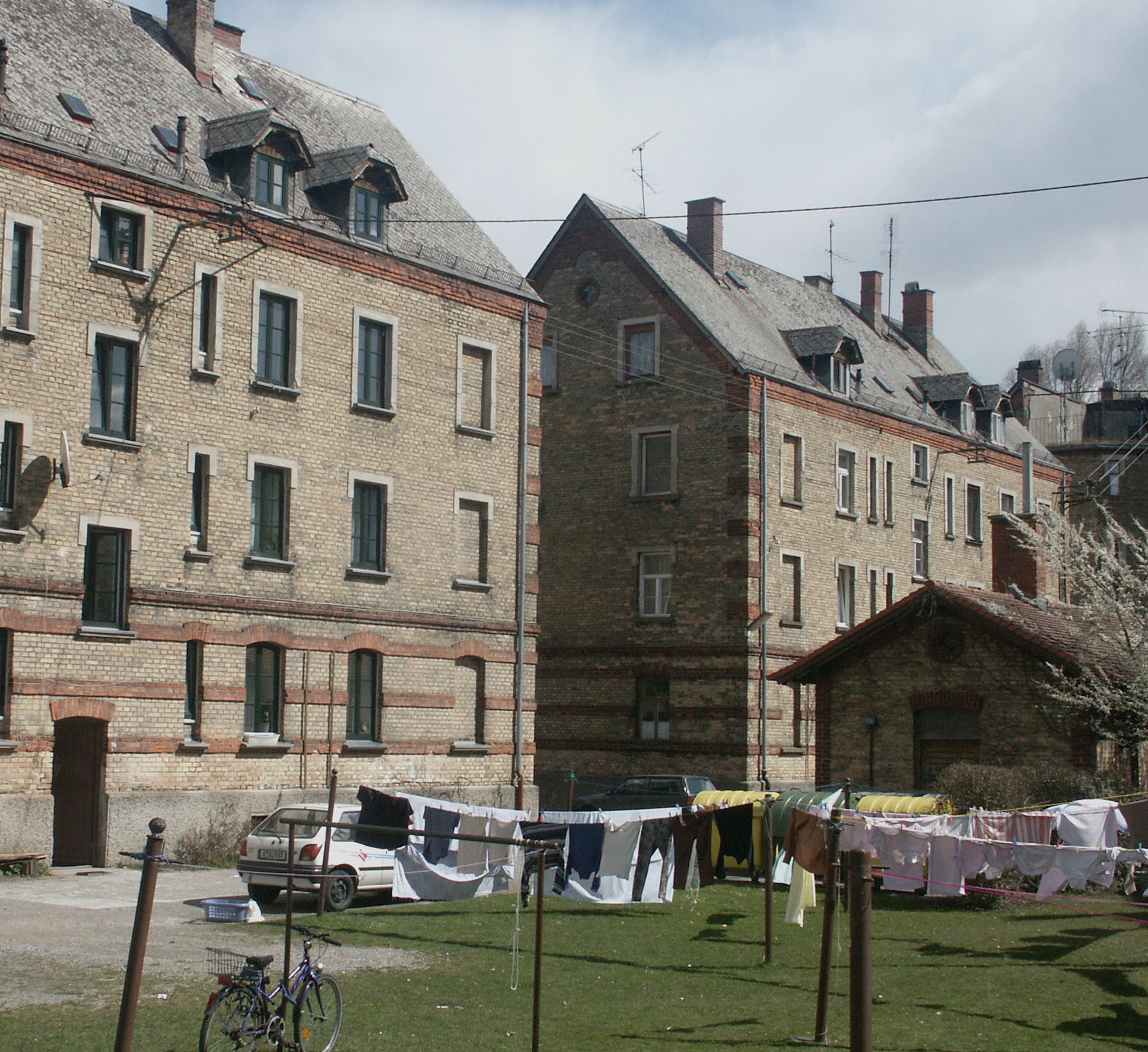
Proviantbachquartier, 2003
Rechts ist eines der Waschhäuser zu sehen

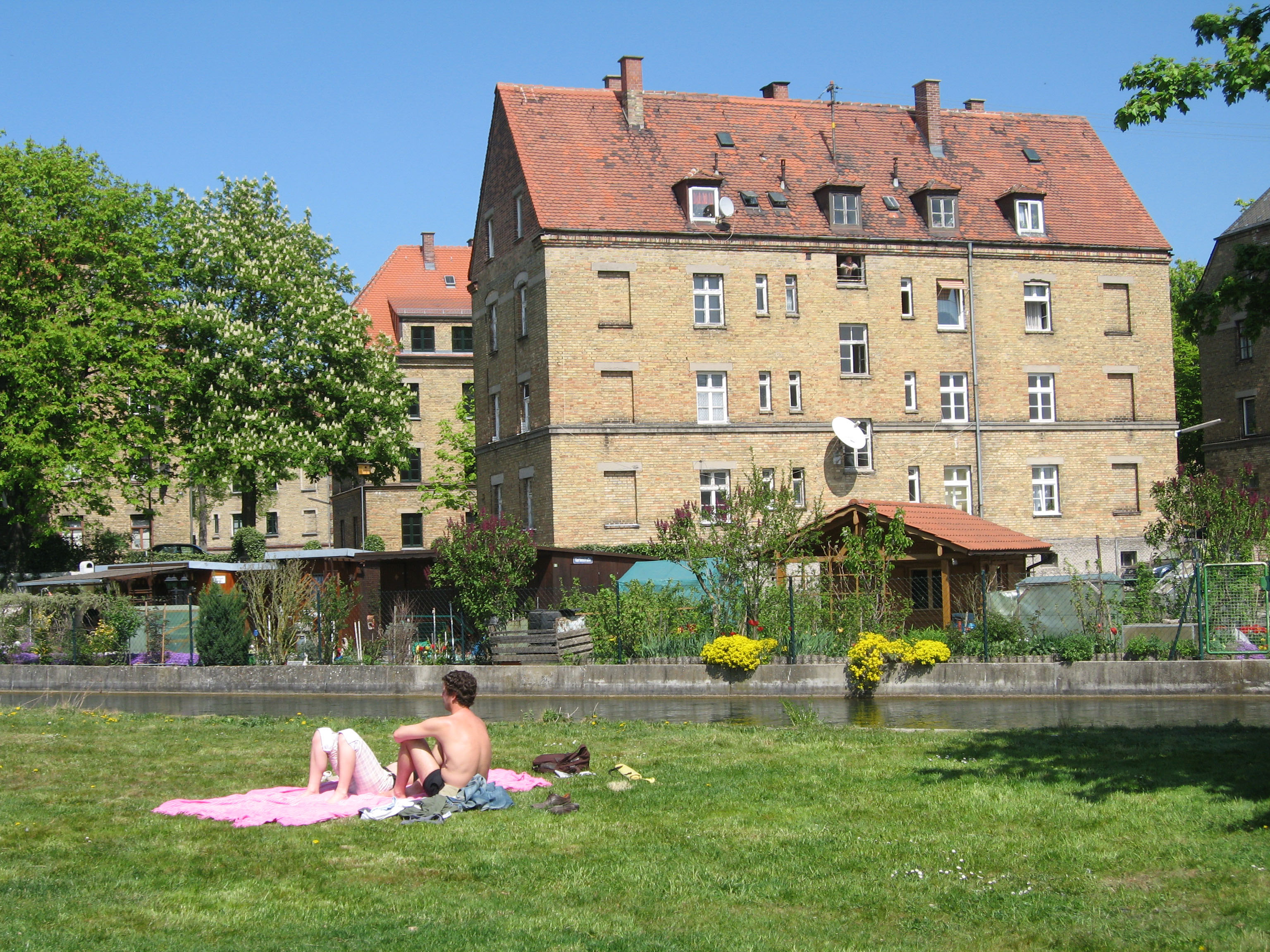
Proviantbachquartier, 2007
Im Vordergrund die Kleingärten, der Proviantbach und die Bade- bzw. Grillwiese

Das Proviantbachquartier ist eine ehemalige Arbeitersiedlung der Mechanischen Baumwollspinnerei und Weberei Augsburg (SWA) im Augsburger Textilviertel. Die 21 dreigeschossigen Blankziegelbauten mit mehr als 300 Wohnungen entstanden von 1892 bis 1909 entlang der im spitzen Winkel auf das zugehörige Werk III: Proviantbach (sogenanntes Fabrikschloss) zulaufenden Proviantbachstraße und Otto-Lindenmeyer-Straße. 1910 wurde in unmittelbarer Nähe zum Quartier das Werk IV: Aumühle (sogenannter Glaspalast) errichtet.
Das seit 1986 unter Ensembleschutz stehende Quartier umfasst folgende Häuser: Proviantbachstraße 10, 12, 14–24, 25–39 (ungerade Nummern), Otto-Lindenmeyer-Straße 34, 36, 38, 40, 67, 69.

## Entstehung

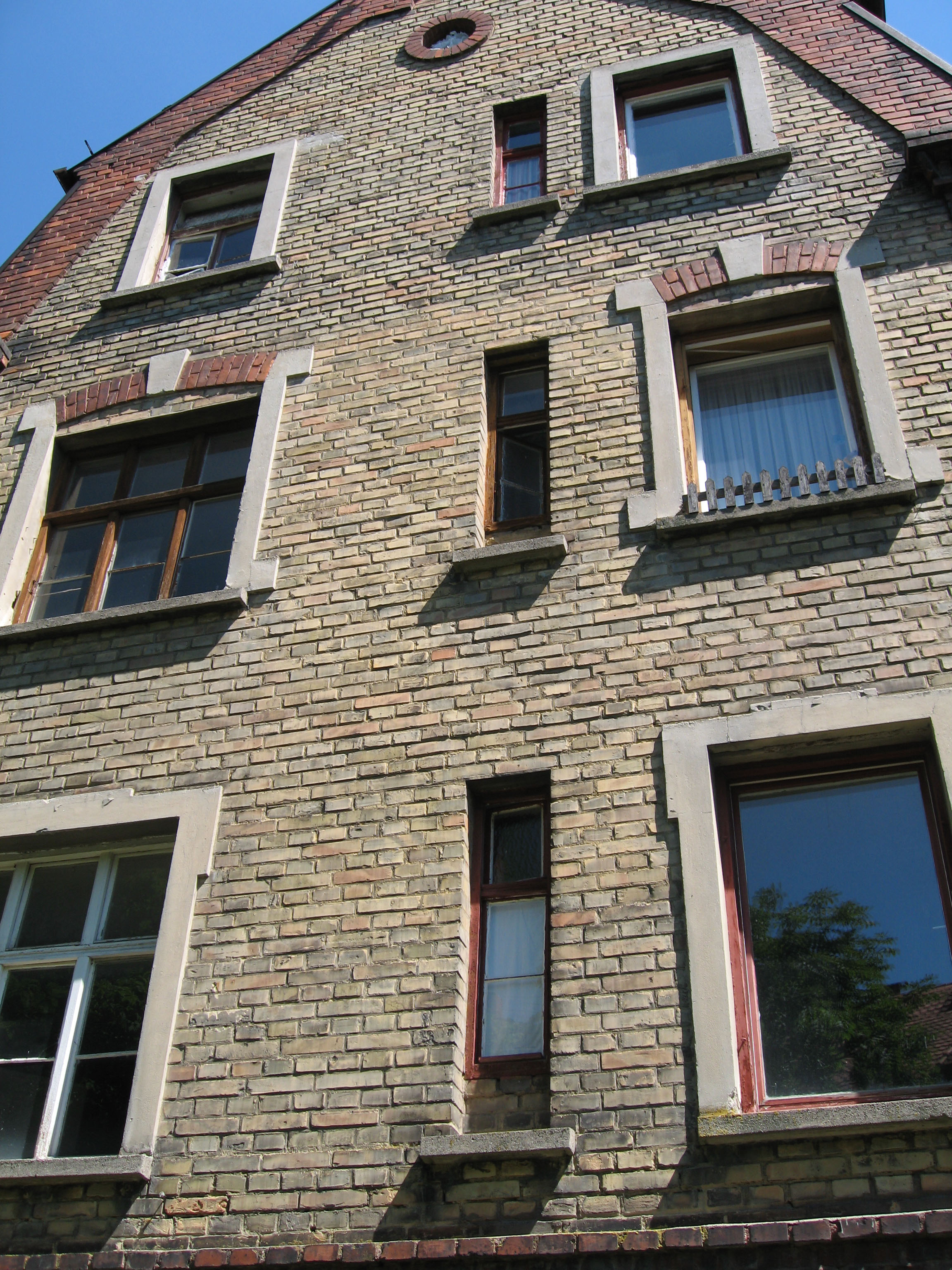
Haus im Proviantbachquartier, 2006

Die Mechanische Baumwollspinnerei und Weberei Augsburg reagierte mit dem Bau der Arbeiterwohnungen auf die im 19. Jahrhundert herrschende Wohnungsnot in den Arbeitervierteln Augsburgs. Die Menschen hausten in überbelegten Wohnungen unter katastrophalen hygienischen Verhältnissen. Die Bereitstellung von Arbeiterwohnungen gehörte zum Konzept des patriarchalisch-betrieblichen Wohlfahrtssystems der SWA. Die Fabrikleitung folgte dem vor allem ab den 1850ern einsetzenden Lösungsansatz für die soziale Frage, ähnlich wie andere Industriebetriebe in ganz Deutschland und den industriellen Kernräumen Bayerns wie Augsburg, Nürnberg oder Fürth.
Die Fabrikordnung unterstreicht die paternalistischen Vorstellungen, welche dem Wohlfahrtssystem zugrunde lagen.

„Für den Schutz und die väterliche Sorgfalt, welche alle Arbeiter von ihren Vorgesetzten zu erwarten haben, versprechen sie ihnen Anhänglichkeit und Treue.“

Der betriebliche Wohnungsbau diente jedoch nicht allein caritativen Zwecken, denn indirekt oder direkt waren die Maßnahmen auch von einer Kosten-Nutzen-Kalkulation motiviert. Die Fabrikwohnungen sollten die Facharbeiter an die Fabrik binden, das Leitbild eines treuen Fabrikarbeiters entstand. In diesem Zusammenhang sollte auch berücksichtigt werden, dass 1874 ca. 88 % der Beschäftigten der Augsburger Textilfabriken Frauen, Kinder und Jugendliche waren. 1904 waren von den 2560 Arbeitern der SWA lediglich 13,5 % in Werkswohnungen untergebracht.
Die Wohnungsgröße betrug zwischen 32 m² und 54 m² und reichte von Zweizimmerwohnungen ohne Küche in der Mansarde bis zur komfortablen Fünfzimmerwohnung im Parterre. Jeder Mieter hatte ein Anrecht auf die Nutzung eines Gärtchens. Für jeweils 8 bis 10 Mietparteien stand ein Gemeinschaftswaschhaus zur Verfügung. Nach und nach entstanden Einkaufsmöglichkeiten: Kolonialwarenladen (1909), Metzger (1911), Milchladen, Bäcker (1911) und Friseur. Betriebseigene Vereine (Sängerbund (1885), Turnverein mit Sportplatz (1907), Betriebsfeuerwehr (1874), FC Wacker (1920)) kamen hinzu. Das Quartier entwickelte sich zu einer geschlossenen Wohnsiedlung.
Die Fabrikwohnungen stellten den örtlichen Zusammenhang zwischen Arbeit, Wohnen und Freizeit, der durch die Industrialisierung und das Ende der heimgewerblichen Manufaktur aufgehoben worden war, wieder her. Dies war auch ein Disziplinierungsinstrument, da der Fabrikarbeiter – wie zu dieser Zeit durchaus üblich und in den Fabrikordnungen auch überregional geregelt – nun einer permanenten Kontrolle durch die Fabrikherren unterworfen war. Der Wirkungsbereich der Fabrik dehnte sich also damit auch auf die Raumkategorie und gegebenenfalls sogar das Privatleben aus. Mancher Arbeiter sah die Arbeiterwohnungen deshalb als weiteres Mittel, Druck auf die Arbeiter auszuüben.
Die Mietordnung der SWA enthielt den Passus, dass Familienmitglieder des Mieters, die in einer anderen Fabrik arbeiten, vom Genuss der Fabrikwohnung ausgeschlossen sind. Das bedeutet, dass es für Ehefrau und Kinder des Mieters keine freie Arbeitsplatzwahl gab. Sie mussten, wie der Vater, in der SWA arbeiten oder ausziehen. Die Fabrik sicherte sich so auch über Generationen eine Stammbelegschaft.
Jenseits der Lokalbahnschienen liegen rechts und links der Straße die ehemaligen Meisterwohnungen für höhere Angestellte der SWA.

### Kinderheim

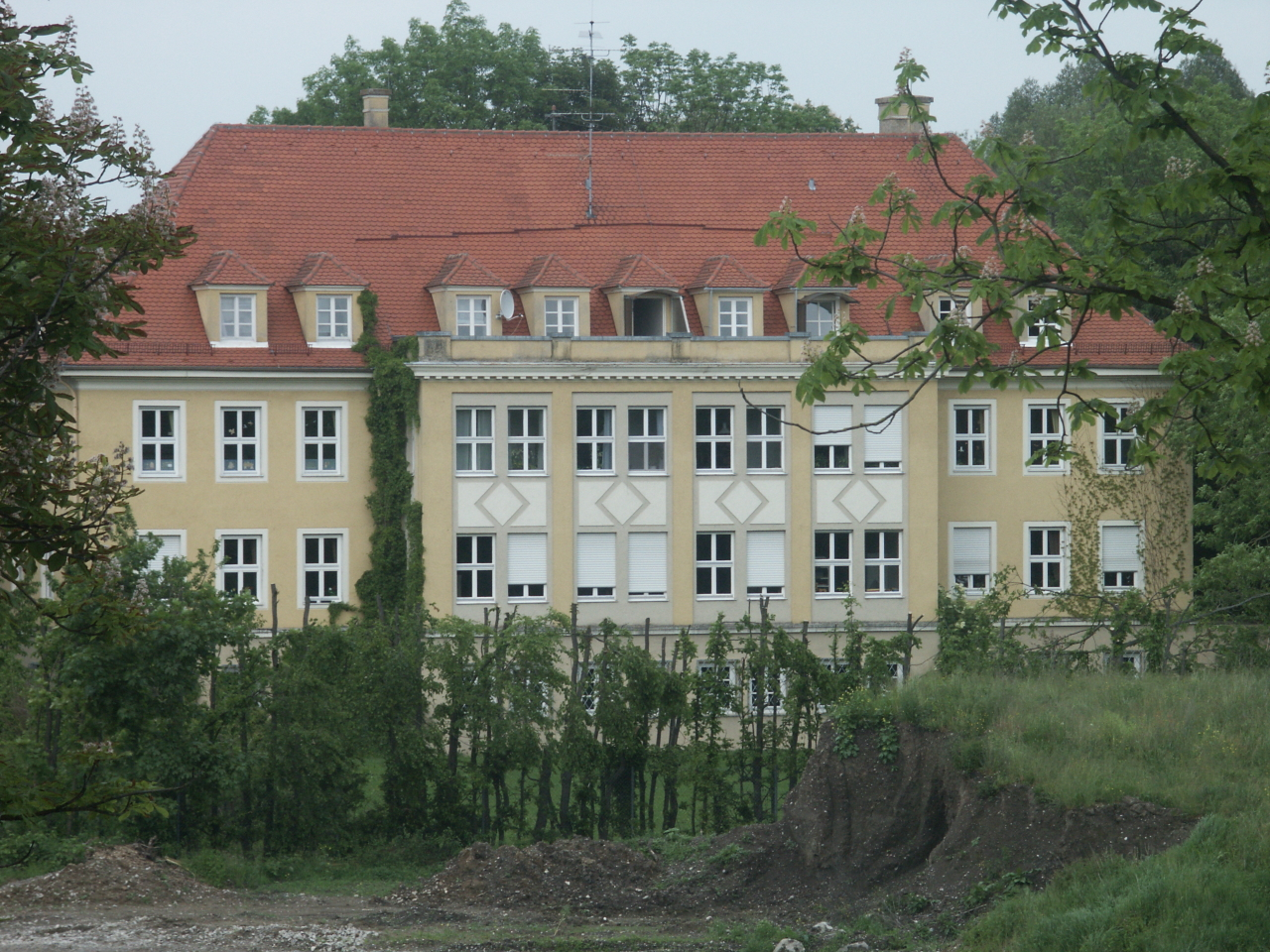
Ehemaliges Kinderheim, heute Simpertschule

1926 baute die SWA ein Kinderheim an der nahegelegenen Zimmererstraße (zwischenzeitlich in Hermann-Kluftinger-Straße umbenannt). Die berufstätigen Mütter konnten dort Kleinkinder von 2 bis 6 Jahren und Hortkinder zwischen 6 und 14 Jahren unterbringen. Der betriebseigene Kindergarten hatte auch einige Jahre eine Säuglingsstation und wurde zum Ende des Zweiten Weltkrieges geschlossen. Obwohl nicht zum eigentlichen Proviantbachquartier gehörend, steht das Gebäude doch im direkten Zusammenhang mit der Arbeitersiedlung. Heute enthält es die Simpertschule Augsburg, eine Einrichtung der Schwabenhilfe für Kinder e. V.

## Entwicklung bis 2009
Nach dem Zweiten Weltkrieg wurden vor allem für Flüchtlinge Baracken aufgestellt, die bis in die 1970er Jahre bestehen blieben und von den angeworbenen ausländischen Arbeitern bewohnt wurden. Bis in den 1950er Jahren waren die Bewohner des Proviantbachquartiers zumeist Deutsche. Mit der Anwerbung von Gastarbeitern kamen ab 1950 Italiener, ab 1960 Jugoslawen und  ab 1970 Türken hinzu. 1972 wurde eine Grundstücksgesellschaft Eigentümer der Siedlung. 1980 waren zwei Drittel der Bewohner Ausländer. Kontakte zwischen den verschiedenen Bevölkerungsgruppen bestanden kaum.
Die Häuser kamen in den folgenden Jahrzehnten zunehmend herunter. Nach der Sanierung des „Fabrikschlosses“ wurde das Bevölkerungsgemisch durch die Umsiedlung der Bewohner des dortigen Asylantenheims und Aussiedlerfamilien ins Quartier weiter vergrößert. Aufgrund der Absicht, das Quartier umfassend zu erneuern, mussten die Bewohner bis 2009 die Häuser verlassen.

## Neues Proviantbachquartier
Das gesamte Quartier wurde 2009 als Sanierungsgebiet ausgewiesen, wonach eine aufwendige Sanierung und Revitalisierung vorgesehen ist. Ein entsprechender, städtebaulicher Vertrag zwischen der Stadt Augsburg und einem Investor besteht bereits. Seit Mitte 2009 befindet sich das „Neue Proviantbachquartier“ in der Vermarktung, der Baubeginn des ersten Bauabschnitts war im Dezember 2009.